# Say You Love Me
«Say You Love Me» es una canción de la banda británica de rock Fleetwood Mac, escrita por la teclista y vocalista Christine McVie para el disco Fleetwood Mac de 1975 y se lanzó como el cuarto sencillo del álbum en 1976 a través de Reprise Records.
Hasta ese entonces y junto con el tema «Rhiannon» eran las más populares del grupo en los Estados Unidos, país en la que alcanzó el puesto 11 en la lista Billboard Hot 100. Por otro lado, en el Reino Unido obtuvo la posición 40 en los UK Singles Chart, el único de los cuatro sencillos del disco en entrar en mencionada lista musical.
La canción era generalmente incluida en la lista de canciones de sus giras mundiales, hasta mediados de la década de los noventa cuando Christine se retiró de Fleetwood Mac. Sin embargo, en la gira del 2009 Unleashed Tour, «Say You Love Me» fue interpretada a dúo por Stevie Nicks y Lindsey Buckingham.

## Músicos
- Christine McVie: voz y teclados
- Lindsey Buckingham: guitarra, banjo y coros
- Stevie Nicks: coros
- John McVie: bajo
- Mick Fleetwood: batería